# Oktogon (stanice metra v Budapešti)
Oktogon je stanice linky M1 budapešťského metra. Byla otevřena veřejnosti v roce 1896. Leží pod stejnojmenným náměstím tvaru osmiúhelníku, na kterém se kříží dvě významné budapešťské třídy: Andrássy út a Nagykörút.

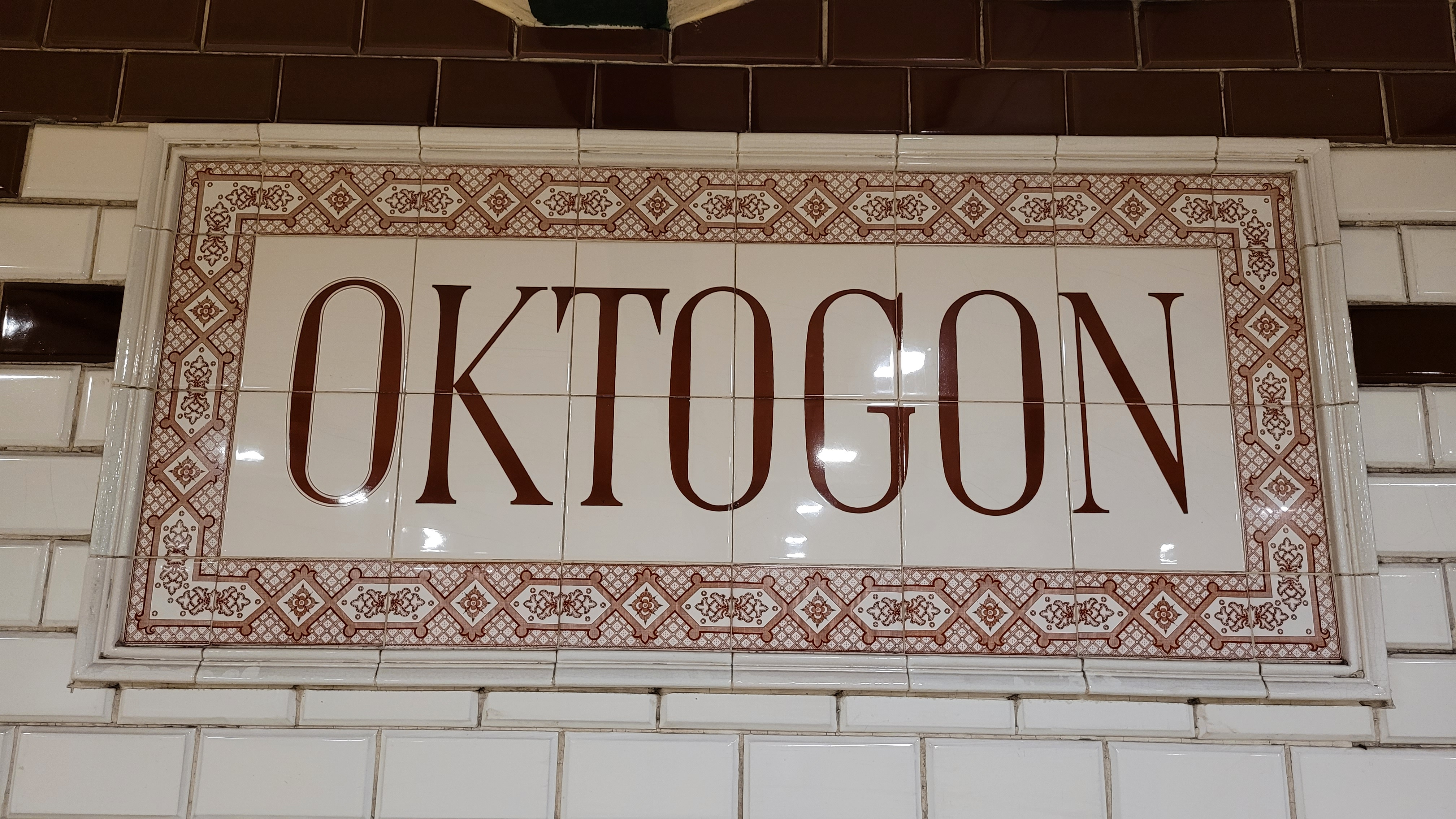
cedule s názvem stanice

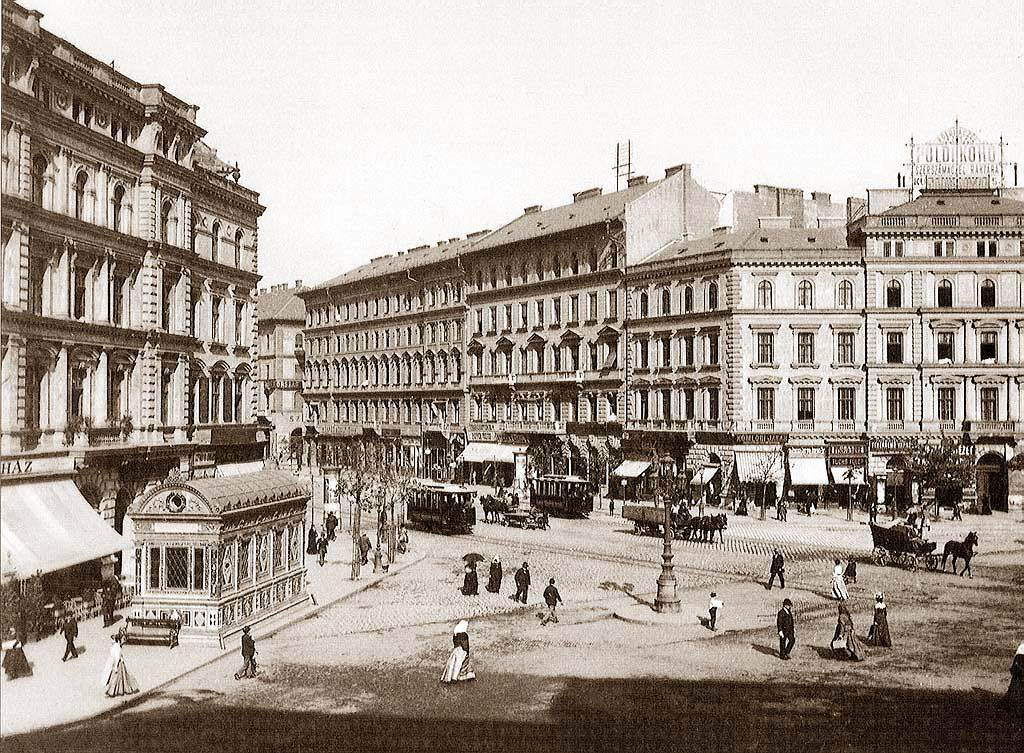
náměstí Oktogon tér se vstupy do podzemní dráhy